# Marlempang
Marlempang is een bestuurslaag in het regentschap Aceh Tamiang van de provincie Atjeh, Indonesië. Marlempang telt 967 inwoners (volkstelling 2010).